# SC Rist Wedel
Der SC Rist Wedel ist ein deutscher Basketballverein.

## Geschichte
Der SC Rist Wedel wurde am 28. Mai 1968 in Wedel von Sportlehrern des ortsansässigen Johann-Rist-Gymnasiums gegründet, erster Vereinsvorsitzender war Ewald Schauer.

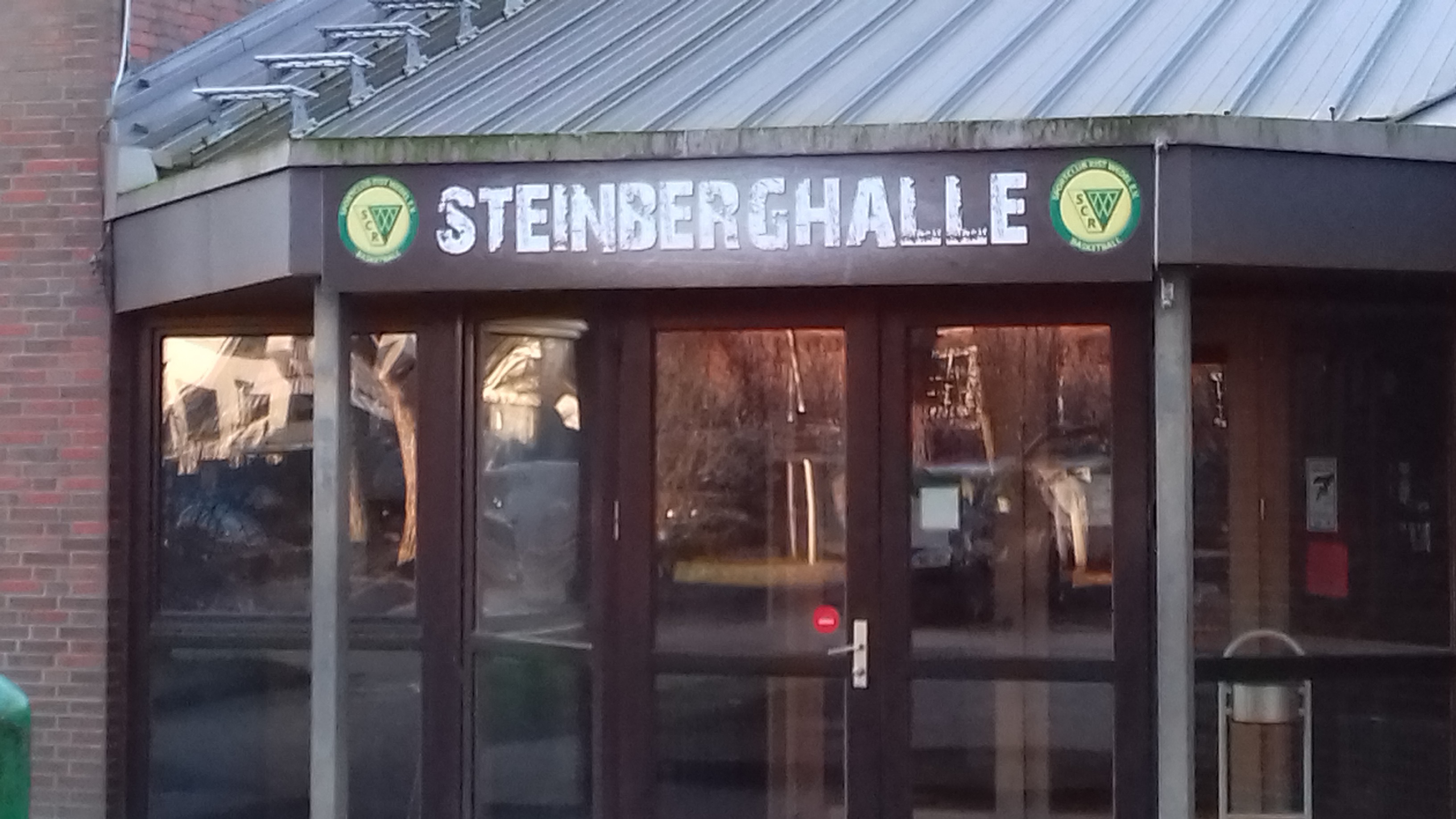
Eingang der Halle am Steinberg (Steinberghalle)

### Gründung
Zur Basketball-Sparte kam 1972 eine Volleyballabteilung, die heute jedoch nicht mehr besteht. Bundesweit ist der SC Rist durch seine Basketballmannschaften bekannt. Die Jugendmannschaften gewannen mehrere deutsche Meisterschaften im Basketball und zahlreiche Hamburger Meisterschaften.

### Geschichte Herren

#### 1970er Jahre
Im Jahr 1973 gewann die Wedeler Herrenmannschaft erstmals den Pokalwettbewerb des Hamburger Basketball Verbandes und nahm am DBB-Pokal teil.

#### 1980er Jahre
1982 stieg die Mannschaft nach mehrmaligen vergeblichen Anläufen von der Ober- in die Regionalliga auf und wurde in der Premierensaison 1982/83 gleich punktgleicher Vizemeister hinter dem BC Johanneum Hamburg.
1985 gelang unter dem Trainergespann Klaus Smollich und Bernd Karow der Aufstieg in die 2. Bundesliga. Das Zuschauerinteresse an den Heimspielen war mittlerweile stark gewachsen, die Begegnungen in der Steinberghalle wurden zu stimmungsvollen Veranstaltungen.
In der Saison 1986/87 zog der SC Rist in die Aufstiegsrunde zur ersten Liga ein. 1988 wurde die Mannschaft unter Trainer Frank Hoffmann Vizemeister, verzichtete aus finanziellen Gründen allerdings auf den Aufstieg in die 1. Bundesliga. 1988 erreichte man als Zweitligist das Halbfinale im DBB-Pokal, nachdem zuvor die Erstliga-Clubs TV Langen und SpVgg Ludwigsburg am Steinberg besiegt wurden. In der Runde der letzten Vier unterlag die Mannschaft dann Steiner Bayreuth. Leistungsträger dieser Zeit waren insbesondere Christian Pauk, die Brüder Bernd und Jens Röder, Dirk Rehder, Ingo Knillmann sowie Winfried Rathje.

#### 1990er Jahre
1991 wurde die Mannschaft abermals Vizemeister der 2. Bundesliga. 1992 stieg man in die Regionalliga ab und kehrte 1994 unter Trainer Thorsten Döding als ungeschlagener Meister der Regionalliga Nord in die zweithöchste Spielklasse zurück. Der lettische Nationalspieler Dzintars Jaunzems, der 1993 verpflichtet wurde, trug erheblich zum Aufstieg bei und war auch in den folgenden Jahren in der 2. Bundesliga eine Stütze der Mannschaft.
In der Saison 1997/98 wurde unter Trainer Ivan Vojtko die Relegationsrunde erreicht, an der neben den besser platzierten Mannschaften der zweiten Liga die Erstligisten aus der unteren Tabellenhälfte teilnahmen. In der Saison 1999/2000 zog Wedel unter Trainer Thorsten Meyer in die Aufstiegsrunde zur 1. Bundesliga ein.

#### 2000er Jahre

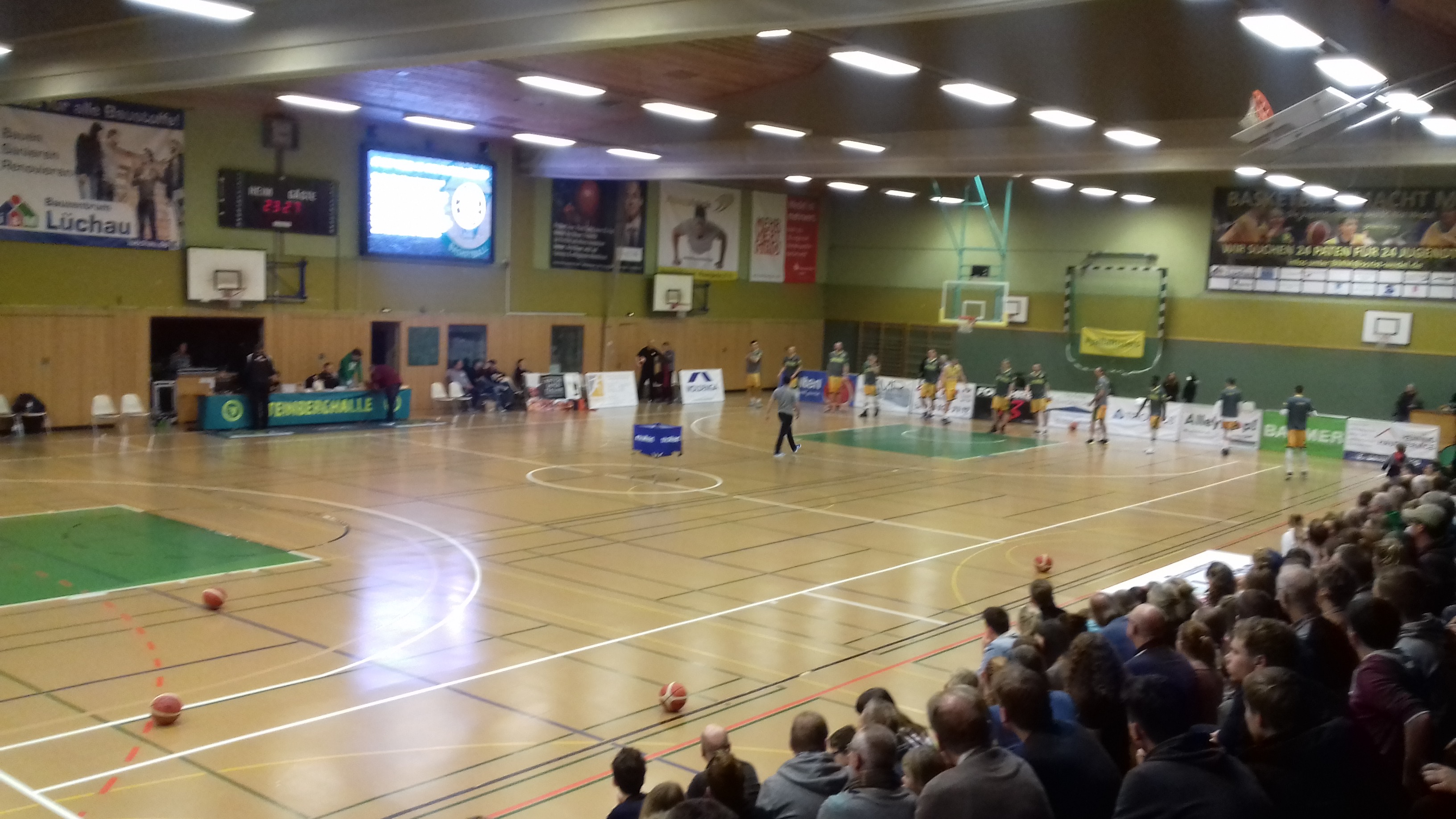
Innenansicht der Halle am Steinberg (Steinberghalle) vor einem Spiel des SC Rist Wedel im Dezember 2018

Ohne Unterbrechung bis 2002 (seit 1994) verblieb die Herren-Mannschaft des SC Rist in der 2. Bundesliga und wurde dann aus finanziellen Gründen in die Regionalliga Nord zurückgezogen. Manager Jörg Gehrke und der US-amerikanische Trainer John Sable gingen den Neuanfang an, der jedoch ohne die größten Talente Alexander Seggelke, Martin Duggen und Markus Holle bewältigt wurden musste, da die drei Nachwuchsspieler Wedel verließen und innerhalb der 2. Bundesliga zu anderen Vereinen wechselten.
In der Saison 2003/04 verpatzte die Mannschaft unter Trainer Emir Ibrahimbegović den Auftakt gründlich und lag nach sieben Spielen mit 4:10 Punkten auf dem zehnten Tabellenrang. Im November 2003 trennten sich Ibrahimbegović und der Verein, nach einer Übergangslösung wurde Pat Elzie für die zweite Saisonhälfte als Trainer gewonnen, zudem verpflichtete man den US-Amerikaner Michael Claxton als Spieler. Unter Elzies Leitung schaffte Rist Wedel die Wende und sicherte mit einer Siegesserie den Klassenerhalt, Claxton war mit einem Punkteschnitt von 27 erheblich am Verbleib in der ersten Regionalliga beteiligt.
Zwei Rückkehrer prägten die Mannschaft in der Mitte des Jahrzehnts: Ingo Freyer wurde nach dem Ende seiner Spielerkarriere Trainer in Wedel, Spielmacher Cecil Egwuatu dominierte die Regionalliga und erzielte in der Saison 2006/07 für den SC Rist 39,4 Punkte pro Spiel. Freyer etablierte die Mannschaft in der Regionalliga-Spitze, 2007 ging er zu Phoenix Hagen, der bisherige Wedeler Damentrainer Özhan Gürel löste ihn ab und setzte die Entwicklung fort, die 2009 im Gewinn der Meisterschaft in der ersten Regionalliga Nord und dem Aufstieg in die 2. Bundesliga ProB gipfelte.

#### 2010er Jahre

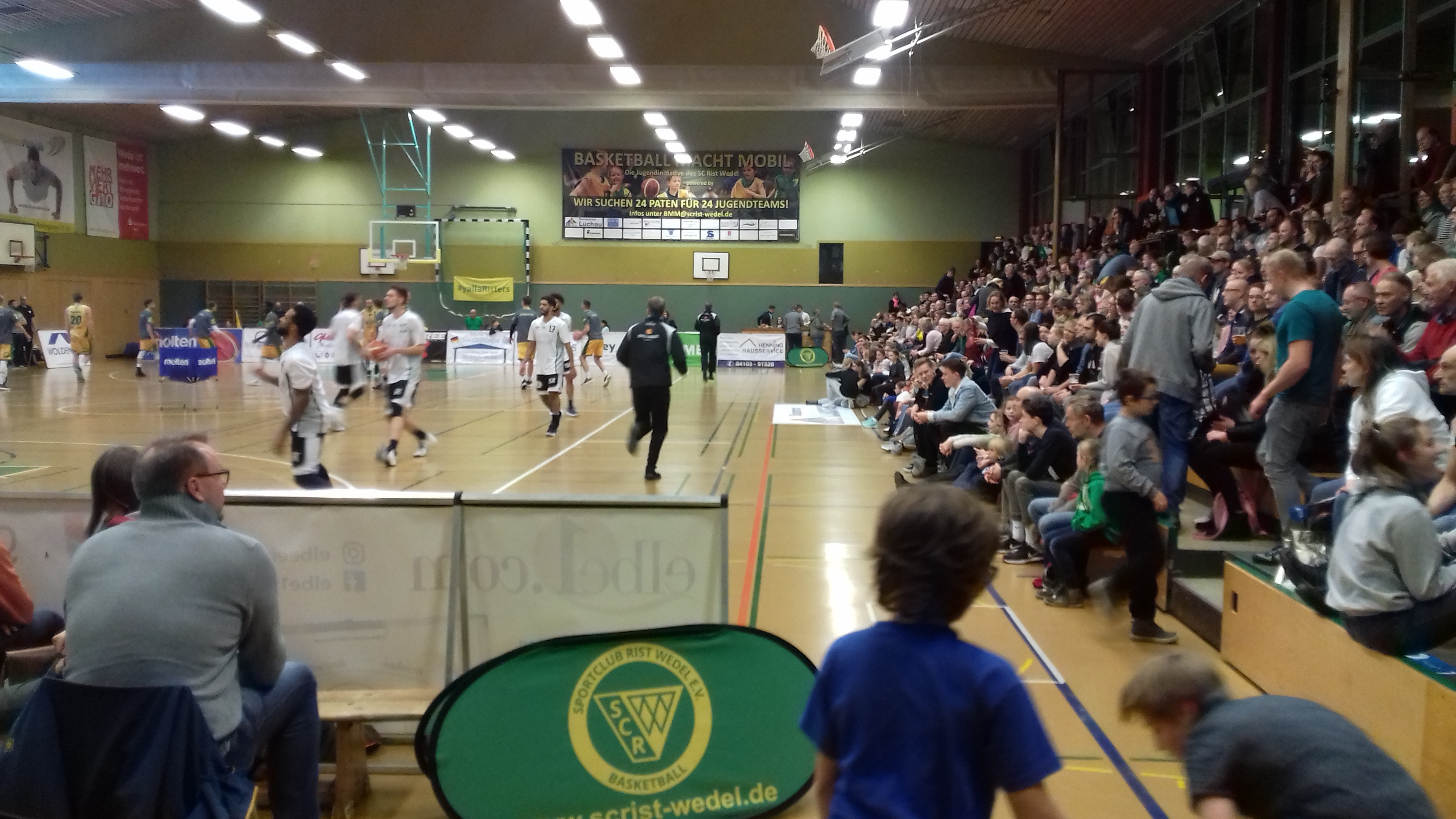
Halle am Steinberg vor einem Basketballspiel des SC Rist Wedel im Dezember 2018

In der Saison 2011/12 erreichte die Mannschaft erstmals die Playoffs in der ProB und schied im Achtelfinale gegen Nördlingen aus. In den nächsten Jahren ging es stets ein Stück weiter. 2012/13 (unter Trainer Sebastian Gleim, der kurz vor dem Saisonbeginn Gürel ablöste) stieß man ins Viertelfinale (Ausscheiden gegen Weißenhorn) vor, 2013/14 schied man im Halbfinale gegen Oldenburg aus. Nach der Saison wechselte Gleim in die Nachwuchsabteilung des Bundesligisten Skyliners Frankfurt, Michael Claxton wurde zehn Jahre nach seiner Wedeler Spielerzeit der neue Trainer. Der Amerikaner führte die Mannschaft im Frühjahr 2015 zur Vizemeisterschaft in der ProB, die Begeisterung der Zuschauer knüpfte dabei an die Glanzzeiten Mitte/Ende der 1980er und Anfang der 1990er Jahre an. Das Aufstiegsrecht in die 2. Bundesliga ProA nahm der Verein nicht wahr. Herausragender Spieler der Vizemeistermannschaft 2014/15 war der US-Amerikaner Diante Watkins, der in der ProB zum „Spieler des Jahres“ gekürt wurde. Mit Silber im Frühling 2015 endete ein Zyklus, der 2011/12 mit der ersten Playoff-Teilnahme begonnen hatte.
Nach der Saison 2015/16, in der der Klassenverbleib in der Abstiegsrunde geschafft wurde, gab Claxton den Trainerposten an den Spanier Félix Bañobre ab. 2016/17 gelang im Endspurt der Sprung in die Meisterrunde, wo man am Auftaktgegner (und späteren Titelgewinner) Weißenhorn scheiterte. In der Saison 2018/19, in der der Mannschaftshaushalt rund 160.000 Euro betrug, führte Bañobre den SC Rist auf den dritten Rang der ProB-Punktrunde. Bañobres Amtszeit endete hernach, neuer Trainer wurde der 31 Jahre alte Benka Barloschky, der neben seiner Tätigkeit in Wedel auch wie zuvor Co-Trainer beim Kooperationspartner Hamburg Towers blieb.

#### 2020er Jahre
2021 gab Barloschky das Amt an seinen Assistenten Stephan Blode ab. 2023 wurde Hamed Attarbashi neuer Trainer, nachdem er für den Verein bereits in den Vorjahren als Individualtrainer im Jugendbereich tätig gewesen war.

### Zusammenarbeit mit den Hamburg Towers
2014 vereinbarte Rist Wedel eine Kooperation mit den Hamburg Towers, die in der ProA ins Rennen gingen. Wedel stellte dabei gemäß seiner langen Geschichte als Ausbildungsverein von Talenten die Rolle als Nachwuchsfördermannschaft. Junge Spieler erhielten die Möglichkeit, mit „Doppellizenzen“ für Wedel sowie für die Towers zu spielen. Die Zusammenarbeit betrifft auch die Trainingsarbeit. Bereits seit 2009 war der Verein im Bereich der Jugend-Basketball-Bundesliga und Nachwuchs-Basketball-Bundesliga Kooperationspartner der Piraten Hamburg, dem „Vorläufer“ der Towers.
| bis 1972  | ?                            |
| 1972–1973 | Klaus Smollich               |
| 1973–1976 | Eli Araman                   |
| 1976–1978 | Gernot Guzielski             |
| 1978–1980 | Claus Daske                  |
| 1980–1981 | Jan Beutler                  |
| 1981–1984 | Bernd Karow                  |
| 1984–1987 | Klaus Smollich / Bernd Karow |
| 1987–1990 | Frank Hoffmann               |
| 1990–1992 | Berthold Bisselik            |
| 1992–1995 | Thorsten Döding              |
| 1995–1997 | Michael Zimmer               |
| 1997–1999 | Ivan Vojtko                  |
| 1999–2000 | Thorsten Meyer               |
| 2000–2001 | Stephan Völkel               |
| 2001–2002 | Arne Alig                    |
| 2002–2003 | John Sable                   |
| 2003      | Emir Ibrahimbegović          |
| 2003      | Michael Zimmer               |
| 2004      | Pat Elzie                    |
| 2004–2007 | Ingo Freyer                  |
| 2007–2012 | Özhan Gürel                  |
| 2012–2014 | Sebastian Gleim              |
| 2014–2016 | Michael Claxton              |
| 2016–2019 | Félix Bañobre                |
| 2019–2021 | Benka Barloschky             |
| 2021–2023 | Stephan Blode                |
| seit 2023 | Hamed Attarbashi             |

### Geschichte Damen
Die 1. Damen des SC Rist verzichteten 1984 als Meister der Regionalliga Nord auf den Aufstieg in die 2. Bundesliga, ebenso als Vizemeister 1992. Unter den Trainern Manfred Schuncke und Christoph Schmalisch wurde 1995 der Gang in die 2. Bundesliga geschafft. Ein Jahr später musste der Abstieg hingenommen werden, es gelang 1997 unter Trainer Marc Köpp jedoch der direkte Wiederaufstieg. Köpp führte die Wedelerinnen im Frühjahr 2000 sogar in die 1. Bundesliga. Der Aufstieg in die höchste deutsche Spielklasse stand Anfang März 2000 nach einem 62:51-Auswärtssieg in Bensberg fest, die Aufstiegssaison wurde mit einer Bilanz von 18 Siegen und zwei Niederlagen abgeschlossen. In der ersten Saison 2000/01 wurde man Vizepokalsieger und erreichte das Playoff-Viertelfinale um die Deutsche Meisterschaft. In den beiden Spielzeiten darauf nahmen die Wedelerinnen am Europapokal (2001/02: Ronchetti-Cup, 2002/03: FIBA Europe Cup) teil. In der Saison 2002/03 kam man in der Bundesliga wieder ins Playoff-Viertelfinale sowie ins Halbfinale im DBBL-Pokal. 2004 folgte der Abstieg in die 2. Bundesliga.
Unter der neuen Leitung von Özhan Gürel misslang der direkte Wiederaufstieg in der Saison 2004/05 knapp (Niederlage im Playoff-Finale). Gürel wechselte 2007 ins Traineramt der Herrenmannschaft, Marc Köpp wurde wieder Coach, die Saison 2007/2008 endete im Playoff-Halbfinale der 2. Bundesliga. In der Saison 2008/09 führte Köpp den SC Rist erneut ins Halbfinale und zog sich danach vom Trainerposten zurück.
Zwischen 2009 und 2012 leitete Alexander May als Trainer die Geschicke der Wedeler Damen, die Mannschaft trug aufgrund einer Kooperation mit dem SC Alstertal-Langenhorn den Namen Rist Scala Ladybaskets. 2012 wurde die Mannschaft von der 2. Bundesliga in die zweite Regionalliga zurückgezogen, wo sie in der Saison 2012/13 unter der Leitung von Trainerin Gundula Laabs ohne Niederlage Meister wurde und in die erste Regionalliga aufstieg. Leistungsträgerinnen der Meistermannschaft waren unter anderem die Bundesliga-erfahrenen Rückkehrerinnen Katharina Kühn und Dana Penno. Auch in der ersten Regionalliga hielt der Erfolg an, dort wurde in der Saison 2013/14 die Meisterschaft errungen, auf den Aufstieg in die 2. Bundesliga aber verzichtet.
In der Saison 2015/16 mussten die Wedeler Damen den Abstieg aus der ersten in die zweite Regionalliga hinnehmen. 2017/18 wurde man Vierter der 2. Regionalliga und stieg als Nachrücker in die 1. Regionalliga auf, wo man 2018/19 Dritter wurde. Zudem wurde in derselben Saison der Hamburger Pokalwettbewerb gewonnen. Im Mai 2019 wurde der bisherige Co-Trainer Oliver Böttcher als neuer Cheftrainer und somit als Nachfolger von Manfred Schuncke vorgestellt.
In der Saison 2021/22 spielten die Wedeler Damen wieder in der 2. Bundesliga. Unter Trainer Asil Aydin wurde zwar ein guter Saisonauftakt hingelegt, nach einer langen Niederlagenserie musste man jedoch in die Abstiegsrunde, in der der Klassenerhalt verpasst wurde. Damit kehrte man in die 1. Regionalliga zurück.
| bis 1979     | Stefan Sänger                           |
| 1979–1981    | Désiré Mieritz                          |
| 1981–1983    | Jens Kröger                             |
| 1983–1985    | Ulf Mindermann                          |
| 1985–1987    | Gaby Kuhn                               |
| 1987–1989    | Werner Wasser                           |
| 1989–1993    | ?                                       |
| 1993–1995    | Manfred Schuncke / Christoph Schmalisch |
| 1995–1996    | Joachim Rose                            |
| 1996–2004    | Marc Köpp                               |
| 2004–2007    | Özhan Gürel                             |
| 2007–2009    | Marc Köpp                               |
| 2009–2012    | Alexander May                           |
| 2012–2014    | Gundula Laabs                           |
| 2014–2015    | Bernardo Velarde                        |
| 2015–2016    | René Zoller                             |
| 2016–02/2017 | Stefan Altemüller                       |
| 02/2017–2017 | Gundula Laabs                           |
| 2017–2019    | Manfred Schuncke                        |
| 2019–2020    | Oliver Böttcher                         |
| 2020–2021    | Stephan Blode                           |
| 2021–2022    | Asil Aydin                              |
| seit 2022    | Jan-Ove Stukenburg                      |

## Bekannte Spieler

### Aus der eigenen Jugend
(Diese Liste umfasst die namhaftesten Spieler, die aus den Jugendmannschaften des SC Rist hervorgingen; darunter spätere deutsche Nationalspieler und Juniorennationalspieler sowie Bundesligaspieler)
- İsmet Akpınar[33]
- André Bade
- Fabian Böke
- Kai Brüdgam
- Kathrin Burckhardt
- Marianna Byvatov
- Martin Duggen
- Cecil Egwuatu
- Linda Fröhlich
- Ingo Freyer
- Kay Gausa
- Anna Görg
- Hanna Green
- Robin Grey
- Gernot Guzielski
- Volker Häntschke
- Arne Harder
- Paula Huber-Saffer
- Bernd Jaskotka
- Ingo Knillmann
- Zoran Krezic
- Katharina Kühn
- Arne Malsch
- Leif Möller
- Olaf Möller
- Christian Offergeld
- Christian Pauk
- Dana Penno
- Herwig Picht
- Laura Rahn
- Dirk Rehder
- Jan Rinck
- Bernd Röder
- Jens Röder
- Jef Tomesch
- Stefan Sänger
- Nele Schmidt
- Alexander Seggelke
- Margret Skuballa
- Anna Suckstorff
- Marvin Willoughby
- Michael Zeisberg

### Weitere ehemalige bekannte und wichtige Spieler
(Diese Liste umfasst namhafte und wichtige Spieler, die im Damen- oder Herrenbereich, aber nicht in der Jugend, für den SC Rist Wedel spielten)
- Aurimas Adomaitis
- Tilla Becker
- Rebecca Brincat
- Brian Byrnes
- Harrison Cleary
- Hendrik Drescher
- Mac-Davis Duah
- Marcus Engelke
- Monika Frisse
- Moris Hadžija
- Gundula Hahn
- Justus Hollatz
- Jessica Höötmann
- Peter Huber-Saffer
- Dzintars Jaunzems
- Augie Johnston
- René Kindzeka
- Darko Krezic
- Thomas Lambrecht
- Ryan Logan
- Pia Mankertz
- Florian Moysich
- Sonja Oldsen
- Louis Olinde
- Paul Owusu-Frimpong
- Winfried Rathje
- Camron Reece
- Osaro Jürgen Rich
- Christoph Roquette
- Kristof Schwarz
- Malte Schwarz
- Brandon Spearman
- Kata Takács
- Stuart Turnbull
- Taryn Turnbull
- Jordan Walker
- Diante Watkins

## Vereinserfolge
- Deutscher Meister Senioren III (Männer) 1970
- Deutscher Vizemeister Senioren III (Männer) 1971
- Deutscher Vizemeister C-Jugend (Jungen) 1972, 1978
- Deutscher Meister B-Jugend (Jungen) 1979, 1980, 1988
- Deutscher Vizemeister A-Jugend (Jungen) 1981, 1982
- Meister 1. Regionalliga (Damen) 1984 (Verzicht auf Aufstieg in 2. Bundesliga), 1997, 2004 (2. Damen), 2014
- Aufstieg in die 2. Bundesliga (Männer) 1985, 1994, 2009
- Deutscher Meister Senioren V (Männer) 1987
- Vizemeister 2. Bundesliga Nord (Männer) 1988 (Verzicht auf Aufstieg in 1. Bundesliga), 1991
- Einzug ins Halbfinale des DBB-Pokals (Männer) 1988
- Meister der Hauptrunde der 2. Bundesliga Nord und Dritter der Aufstiegsrunde (Männer) 1989
- Deutscher Vizemeister B-Jugend (Jungen) 1990
- Meister 1. Regionalliga (Männer) 1985, 1994, 2009
- Aufstieg in die 2. Bundesliga (Damen) 1995, 1997
- Deutscher Meister C-Jugend (Mädchen) 1995
- Deutscher Meister B-Jugend (Mädchen) 1996, 1997
- Deutscher Vizemeister A-Jugend (Mädchen) 1997
- Deutscher Meister A-Jugend (Mädchen) 1998
- Sieger Lundaspelen: 1992 (Jungen U19), 1994 (Mädchen U13), 1997 (Mädchen U19), 1998 (Mädchen U19), 2003 (Mädchen U16)
- Meister 2. Bundesliga (Damen) 2000
- Deutscher Vizepokalsieger (Damen) 2001
- Teilnahme am Europapokalwettbewerb Ronchetti-Cup (Damen) 2001/02
- Teilnahme am Europapokalwettbewerb FIBA Europe Cup (Damen) 2002/03
- Deutscher Meister U16 (Mädchen) 2003
- Deutscher Vizemeister U20 (Mädchen) 2003
- Deutscher Meister U18 (Mädchen) 2004
- Deutscher Vizemeister U18 (Mädchen) 2005
- Vizemeister 2. Bundesliga (Damen) 2005
- Deutscher Vizemeister Ü35 (Männer) 2007, 2010, 2012, 2013, 2015
- Deutscher Meister Ü35 (Männer) 2008, 2009, 2016, 2017
- Deutscher Meister Ü45 (Männer) 2018
- Vizepokalsieger DBB-Pokal U18 (Jungen) 2012
- Vizemeister 2. Bundesliga ProB (Männer) 2015
- Deutscher Vizemeister Ü35 (Damen) 2016
- Deutscher Meister Ü50 2023,[34] 2024
- Deutscher Vizemeister Ü50 2025

(Quellen: )

## Spiel- und Trainingsstätten
Die Heimspiele werden in der Halle am Steinberg (Steinberghalle) ausgetragen. Diese wurde in den Jahren 1980 und 1981 errichtet. 2013 wurde die Halle mit einer LED-Anzeige für die Spielstandsanzeige sowie Bild- und Videoeinblendungen ausgestattet. Wegen einer notwendigen Instandsetzung der Spiel- und Haupttrainingsstätte Steinberghalle war Mitte der 2020er Jahre der Fortbestand der Mannschaft in der 2. Bundesliga ProB sowie des gesamten Vereins bedroht. Es war zunächst vorgesehen, die Arbeiten innerhalb von zwölf Monaten durchzuführen und die Steinberghalle in dieser Zeit zu schließen. Diese Gefahr wurde abgewendet, indem die Stadt Wedel im Frühjahr 2025 entschied, die Arbeiten in mehreren Abschnitten vorzunehmen. Die veranschlagten Gesamtkosten für die Arbeiten wurden im Frühjahr 2025 mit 4,7 Millionen Euro angegeben. Um eine von der 2. Bundesliga geforderte leistungsstärkere Beleuchtungsanlage bezahlen zu können, rief der Verein kurz danach eine Spendensammlung mit der Zielsumme 65.000 Euro ins Leben.
Der Verein nutzt ebenfalls die Hallen des Johann-Rist-Gymnasiums, der Ernst-Barlach-Gemeinschaftsschule, der Moorwegschule und die Halle in der Rudolf-Breitscheid-Straße.

## Auszeichnungen
Dreimal (1988, 1997 und 2004) wurde der SC Rist mit dem „Grünen Band für vorbildliche Talentförderung im Verein“ und 2016 mit dem „Stern des Sports“ in Bronze ausgezeichnet. 2014 und 2016 erreichte der Verein bei der Prämierung der Nachwuchsarbeit durch die 2. Bundesliga jeweils den ersten Platz. Der SC Rist war mit Stand Dezember 2001 der fünftgrößte Verein im Deutschen Basketball Bund.